# 149
149（百四十九、ひゃくしじゅうく、ひゃくしじゅうきゅう、ひゃくよんじゅうく、ひゃくよんじゅうきゅう、ももとびよそあまりここ）は自然数、また整数において、148の次で150の前の数である。

## 性質
- 149は35番目の素数である。1つ前は139、次は151。
  - 約数の和は150。
- 149と151は12番目の双子素数である。1つ前は (137, 139)、次は (179, 181)。
- 149 = 149 + 0 × ω (ωは1の虚立方根)
  - a + 0 × ω (a > 0) で表される19番目のアイゼンシュタイン素数である。1つ前は137、次は167。
- 7番目の非正則素数である。1つ前は131、次は153。
- 149の数字を入れ替えた419, 491, 941は素数である。
- 14…49 の形の最小の素数である。次は14449。ただし挟まれた数は無くてもいいとすると最小は19。(オンライン整数列大辞典の数列 A102017)
- 全ての桁が平方数である18番目の数である。1つ前は144、次は191。(オンライン整数列大辞典の数列 A036435)
- 全ての桁が平方数である4番目の素数である。1つ前は41、次は191。(オンライン整数列大辞典の数列 A260271)
- 十進数表記において桁を逆に並べても素数になる11番目のエマープである。(149 ←→ 941) 1つ前は113、次は157。
- 149 = 12 × 100 + 22 × 10 + 32
  - 149の各桁の数字1, 4, 9は全て平方数で1から小さい順に並んでいる。1つ前は14、次は1506。(オンライン整数列大辞典の数列 A032343)
- 10番目のトリボナッチ数である。1つ前は81、次は274。
  - トリボナッチ数が素数になる4番目の数である。1つ前は13、次は19341322569415713958901。(オンライン整数列大辞典の数列 A092836)
- 149 = 72 + 102
  - 異なる2つの平方数の和で表せる45番目の数である。1つ前は148、次は153。(オンライン整数列大辞典の数列 A004431)
- 149 = 62 + 72 + 82
  - 3連続平方数の和として表せる6番目の数である。1つ前は110、次は194。
    - 3連続平方和が素数となる2番目の数である。1つ前は29、次は509。

  - n = 2 のときの 6n + 7n + 8n の値とみたとき1つ前は21、次は1071。(オンライン整数列大辞典の数列 A074577)
- 149 = 12 + 22 + 122 = 22 + 82 + 92 = 62 + 72 + 82
  - 3つの平方数の和3通りで表せる12番目の数である。1つ前は131、次は150。(オンライン整数列大辞典の数列 A025323)
  - 異なる3つの平方数の和3通りで表せる6番目の数である。1つ前は146、次は173。(オンライン整数列大辞典の数列 A025341)
- 149 = 22 + 82 + 92
  - n = 2 のときの 2n + 8n + 9n の値とみたとき1つ前は19、次は1249。(オンライン整数列大辞典の数列 A074546)
- 各位の立方和が794になる最小の数である。次は194。(オンライン整数列大辞典の数列 A055012)
  - 各位の立方和が n になる最小の数である。1つ前の793は49、次の795は1149。(オンライン整数列大辞典の数列 A165370)
- 1/149 = 0.0067114093959731543624161073825503355704697986577181208053691275167785234899328859060402684563758389261744966442953020134228187919463087248322147651… (下線部は循環節で長さは148)
  - 循環節の長さが n − 1 になる13番目の素数である。1つ前は131、次は167。
    - 149の順序を入れ替えた素数419, 491, 941もそれに該当する。

  - 逆数が循環小数になる数で循環節が148になる最小の数である。次は298。
    - 循環節が n になる最小の数である。1つ前の147は63799、次の149は12517。(オンライン整数列大辞典の数列 A003060)
- 149 = 23 + 23 + 23 + 53
  - 4つの正の数の立方数の和で表せる32番目の数である。1つ前は145、次は154。(オンライン整数列大辞典の数列 A003327)
- n 2 の数を昇順に並べた数とみたとき1つ前は14、次は14916。(オンライン整数列大辞典の数列 A019521)
- 149 = 53 + 52 − 1
  - n = 5 のときの n 3 + n 2 − 1 の値とみたとき1つ前は79、次は251。(オンライン整数列大辞典の数列 A003777)
- 各位の和が14になる6番目の数である。1つ前は95、次は158。
  - 各位の和が14になる数で素数になる2番目の数である。1つ前は59、次は167。(オンライン整数列大辞典の数列 A106756)

## その他149に関連すること
- 西暦149年
- 第149代ローマ教皇はクレメンス2世（在位：1046年12月25日～1047年10月9日）である。
- 年始（1月1日）から数えて149日目は、5月29日。
- 149 × 10−2 = 1.49 は {\displaystyle {\sqrt[{e}]{3}}} の数字列である。(オンライン整数列大辞典の数列 A205297)